# Уайтакер, Крис
Крис Уайтакер (англ. Chris Whitaker, родился 19 октября 1974 года) — австралийский регбист, игравший на позиции скрам-хава. Известен по выступлениям за «Уаратаз» в Супер 12 и за «Ленстер» в Кельтской лиге. Чемпион мира 1999 года в составе сборной Австралии.

## Биография
Окончил среднюю мужскую школу Сиднея в 1992 году. В составе клуба «Уаратаз» с 1997 года, в его активе 107 игр за клуб в течение 9 лет. В 2006 году перешёл в «Ленстер», с ним выиграл в 2008 году Кельтскую лигу, а в 2009 году — Кубок Хейнекен, будучи вице-капитаном команды. После победы в финале Кубка Хейнекен завершил игровую карьеру.
В составе сборной Австралии сыграл 31 матч (26 в стартовом составе). Дебютировал 22 августа 1998 года матчем против ЮАР в Йоханнесбурге. Последнюю игру провёл 26 ноября 2005 года против Уэльса в Кардиффе. В его активе 10 очков (две попытки). В 1999 году Уайтакер сыграл три матча на Кубке мира и занёс одну попытку, а его команда выиграла титул чемпионов мира. В 2003 году он также провёл три матча, но его команда в финале уступила Англии. Единственный раз выводил сборную в ранге капитана на Кубке мира 2003 года в матче против Намибии. Участник четырёх розыгрышей Кубка трёх наций 1998, 1999, 2004 и 2005 годов (провёл 7 матчей). В австралийской команде проиграл конкуренцию Джорджу Грегану.
С 2009 года занимается тренерской деятельностью: работал тренером защитников в ирландском «Ленстере», а также во французских «Стад Франсе», «Нарбонне» и «Монтобане». Проживает во Франции с женой и тремя дочерьми.